# Guillaume Teste
Guillaume Teste (anche Testa) (Midi-Pyrénées, ... – Avignone, prima del 25 settembre 1326) è stato un cardinale e vescovo cattolico francese.

## Biografia
Proveniente da una nobile famiglia, fu prima arcidiacono del capitolo della cattedrale di Comminges, poi fu legato in Inghilterra.
Nel concistoro del 23 dicembre 1312 fu creato cardinale da papa Clemente V con il titolo di San Ciriaco alle Terme Diocleziane. Il papa gli inviò la berretta cardinalizia in Inghilterra. Partecipò al conclave del 1314-1316 che elesse papa Giovanni XXII.
Fu cardinale protopresbitero nel gennaio 1323 e  camerlengo del Sacro Collegio dal 26 novembre 1323 fino alla morte.
Fondò l'Hospital Saint-Jacques.
Morì ad Avignone prima del 25 settembre 1326.